# Швеция на летних Олимпийских играх 1920
Швеция принимала участие в Летних Олимпийских играх 1920 года в Антверпене (Бельгия), и завоевала 64 медалей, из которых 19 золотые, 20 серебряные и 25 бронзовые. Сборную страны представляли 260 спортсмена (247 мужчин, 13 женщин).

## Медалисты
| Медаль  | Спортсмен | Вид спорта            | Дисциплина                                                              |
| ------- | --- | --------------------- | ----------------------------------------------------------------------- |
| Золото  | Виллиам Петерссон | Лёгкая атлетика       | Мужчины, прыжки в длину                                                 |
| Золото  | Харри Стенквист | Велоспорт             | Мужчины, индивидуальная велогонка                                       |
| Золото  | Арвид Валлман | Прыжки в воду         | Мужчины, простые прыжки с вышки                                         |
| Золото  | Янне Лундблад | Конный спорт          | Выездка, индивидуальное первенство                                      |
| Золото  | Хельмер Мёрнер | Конный спорт          | Конное троеборье, индивидуальное первенство                             |
| Золото  | Хельмер Мёрнер Оге Лундстрём Георг фон Браун | Конный спорт          | Конное троеборье, командное первенство                                  |
| Золото  | Клас Кёниг Ганс фон Розен Даниэль Норлинг Франк Мартин | Конный спорт          | Конкур, командное первенство                                            |
| Золото  | Йиллис Графстрём | Фигурное катание      | Мужчины, одиночное катание                                              |
| Золото  | Магда Юлин | Фигурное катание      | Женщины, одиночное катание                                              |
| Золото  | Фаусто Акке Альберт Андерссон Арвид Андерссон Хелье Беккандер Бенгт Бенгтссон Фабиан Биэрк Эрик Кхарпентиер Стуре Эрикссон Конрад Гранстрём Хелье Густафссон Оке Хеер Туре Хедман Свен Йохнсон Свен-Олоф Йонссон Карл Линдахль Эдмунд Линдмарк Бенгт Мохрберг Франс Перссон Клас Сернер Курт Шёберг Гуннар Сёдерлинх Йохан Сёренсон Эрик Свенсен Йёста Тёрнер | Спортивная гимнастика | Мужчины, командное первенство по шведской системе                       |
| Золото  | Густаф Дюрссен | Современное пятиборье | Мужчины, личное первенство                                              |
| Золото  | Йёста Лундквист Рольф Стеффенбург Йёста Бенгтссон | Парусный спорт        | Класс «Шхерный крейсер 30 м²»                                           |
| Золото  | Торе Хольм Ингве Хольм Аксель Рюдин Еорг Тенгвалль | Парусный спорт        | Класс «Шхерный крейсер 40 м²»                                           |
| Золото  | Хуго Йоханссон | Стрельба              | Мужчины, армейская винтовка лёжа, 600 м, личное первенство              |
| Золото  | Хокан Мальмрот | Плавание              | Мужчины, 200 м брассом                                                  |
| Золото  | Хокан Мальмрот | Плавание              | Мужчины, 400 м брассом                                                  |
| Золото  | Карл Вестергрен | Борьба                | Мужчины, греко-римская борьба, до 75 кг                                 |
| Золото  | Клас Юханссон | Борьба                | Мужчины, греко-римская борьба, до 82,5 кг                               |
| Золото  | Андерс Ларссон | Борьба                | Мужчины, вольная борьба, до 82,5 кг                                     |
| Серебро | Эрик Бакман | Лёгкая атлетика       | Мужчины, кросс                                                          |
| Серебро | Карл Йохан Линд | Лёгкая атлетика       | Мужчины, метание молота                                                 |
| Серебро | Фольке Янссон | Лёгкая атлетика       | Мужчины, тройной прыжок                                                 |
| Серебро | Харри Стенквист Рагнар Мальм Аксель Перссон Сигфрид Лундберг | Велоспорт             | Мужчины, командная гонка                                                |
| Серебро | Эрик Адлерз | Прыжки в воду         | Мужчины, 10-метровая вышка                                              |
| Серебро | Нильс Скоглунд | Прыжки в воду         | Мужчины, простые прыжки с вышки                                         |
| Серебро | Бертиль Сандстрём | Конный спорт          | Выездка, индивидуальное первенство                                      |
| Серебро | Оге Лундстрём | Конный спорт          | Конное троеборье, индивидуальное первенство                             |
| Серебро | Свеа Норен | Фигурное катание      | Женщины, одиночное катание                                              |
| Серебро | Эрик де Лаваль | Современное пятиборье | Мужчины, личное первенство                                              |
| Серебро | Густаф Свенссон Рагнар Свенссон Персю Альмстедт Эрик Мельбин | Парусный спорт        | Класс «Шхерный крейсер 40 м²»                                           |
| Серебро | Мауритз Эрикссон | Стрельба              | Мужчины, армейская винтовка лёжа, 600 м, личное первенство              |
| Серебро | Оскар Эрикссон Сигвард Хульткранц Рагнар Старе Леон Лагерлёф Эрик Ольсон | Стрельба              | Мужчины, малокалиберная винтовка, 50 м, командное первенство            |
| Серебро | Андерс Андерссон Гуннар Габриэльссон Сигвард Хульткранц Андерс Йохнсон Казимир Реутерскиёльд | Стрельба              | Мужчины, произвольный пистолет, 50 м, командное первенство              |
| Серебро | Альфред Сван | Стрельба              | Мужчины, «бегущий олень», одиночные выстрелы, 100 м, личное первенство  |
| Серебро | Фредрик Ланделиус | Стрельба              | Мужчины, «бегущий олень», двойные выстрелы, 100 м, личное первенство    |
| Серебро | Эдвард Бенедикс Бенгт Лагеркрантц Фредрик Ланделиус Альфред Сван Оскар Сван | Стрельба              | Мужчины, «бегущий олень», двойные выстрелы, 100 м, командное первенство |
| Серебро | Тор Хеннинг | Плавание              | Мужчины, 200 м брассом                                                  |
| Серебро | Тор Хеннинг | Плавание              | Мужчины, 400 м брассом                                                  |
| Серебро | Готтфрид Свенссон | Борьба                | Мужчины, вольная борьба, до 67,5 кг                                     |
| Бронза  | Эрик Бакман Свен Лундгрен Эдвин Виде | Лёгкая атлетика       | Мужчины, 3000 м, командное первенство                                   |
| Бронза  | Нильс Энгдахль | Лёгкая атлетика       | Мужчины, 400 м                                                          |
| Бронза  | Агне Хольмстрём Виллиам Петерссон Свен Мальм Нильс Сандстрём | Лёгкая атлетика       | Мужчины, эстафета 4×100 м                                               |
| Бронза  | Эрик Бакман | Лёгкая атлетика       | Мужчины, 5000 м                                                         |
| Бронза  | Карл Йохан Линд | Лёгкая атлетика       | Мужчины, метание груза в 25 кг                                          |
| Бронза  | Эрик Бакман Густаф Маттссон Хильдинг Экман | Лёгкая атлетика       | Мужчины, кросс, командное первенство                                    |
| Бронза  | Бертиль Ульсон | Лёгкая атлетика       | Мужчины, десятиборье                                                    |
| Бронза  | Бо Экелунд | Лёгкая атлетика       | Мужчины, прыжки в высоту                                                |
| Бронза  | Эрик Абрахамссон | Лёгкая атлетика       | Мужчины, прыжки в длину                                                 |
| Бронза  | Эрик Альмлёф | Лёгкая атлетика       | Мужчины, тройной прыжок                                                 |
| Бронза  | Юхан Янссон | Прыжки в воду         | Мужчины, простые прыжки с вышки                                         |
| Бронза  | Эва Олливиер | Прыжки в воду         | Женщины, 10-метровая вышка                                              |
| Бронза  | Ханс вон Росен | Конный спорт          | Выездка, индивидуальное первенство                                      |
| Бронза  | Карл Густаф Левенхаупт | Конный спорт          | Конкур, индивидуальное первенство                                       |
| Бронза  | Карл Греэн Андерс Мортенссон Оскар Нильссон | Конный спорт          | Вольтижировка, командное первенство                                     |
| Бронза  | Йёста Рунё | Современное пятиборье | Мужчины, личное первенство                                              |
| Бронза  | Олле Эриксон Мориц Эриксон Вальфрид Хеллман Хуго Йохансон Леон Лагерлёф | Стрельба              | Мужчины, армейская винтовка стоя, 300 м, командное первенство           |
| Бронза  | Эрик Блумквист Мориц Эриксон Хуго Йохансон Густаф Юнссон Эрик Ольсон | Стрельба              | Мужчины, армейская винтовка лёжа, 600 м, командное первенство           |
| Бронза  | Пер Кинде Эрик Лундквист Фредрик Ланделиус Альфред Сван Карл Рихтер Эрик Сёкьер-Петерсен | Стрельба              | Мужчины, трап, командное первенство                                     |
| Бронза  | Аина Берг Яне Йюллинг Эмилю Макхнов Карин Нильссон | Плавание              | Женщины, эстафета 4×100 м вольным стилем                                |
| Бронза  | Харальд Юлин Роберт Андерссон Вильхельм Андерссон Эрик Бергквист Макс Гумпель Понтус Хансон Эрик Андерссон Нильс Баклунд Теодор Науман | Водное поло           | Мужчины                                                                 |
| Бронза  | Альберт Петтерссон | Тяжёлая атлетика      | Мужчины, до 75 кг                                                       |
| Бронза  | Эрик Петтерссон | Тяжёлая атлетика      | Мужчины, до 82,5 кг                                                     |
| Бронза  | Фритьоф Свенссон | Борьба                | Мужчины, греко-римская борьба, до 60 кг                                 |
| Бронза  | Эрнст Нильссон | Борьба                | Мужчины, вольная борьба, свыше 82,5 кг                                  |

## Результаты соревнований

### Академическая гребля
Соревнования по академической гребле проходили с 27 по 29 августа на канале Виллебрук. Соревнования проходили по олимпийской системе. Из каждого заезда в следующий раунд выходил только победитель. В зависимости от дисциплины в финале участвовали либо 2, либо 3 сильнейших экипажа по итогам предварительных раундов.
Мужчины
| Соревнование | Спортсмены    | Первый раунд | Первый раунд | Первый раунд | Полуфинал            | Полуфинал            | Полуфинал            | Финал                | Финал                |
| Соревнование | Спортсмены    | Заезд        | Время        | Место        | Заезд                | Время                | Место                | Время                | Место                |
| ------------ | ------------- | ------------ | ------------ | ------------ | -------------------- | -------------------- | -------------------- | -------------------- | -------------------- |
| одиночки     | Нильс Люнглёф | 3            | 7:49,6       | 2            | завершил выступление | завершил выступление | завершил выступление | завершил выступление | завершил выступление |